# (7030) Colombini
(7030) Colombini (1993 YU) – planetoida z grupy pasa głównego asteroid okrążająca Słońce w ciągu 3,81 lat w średniej odległości 2,44 j.a. Odkryta 18 grudnia 1993 roku.